# Хефенхофен
Хефенхофен (нем. Hefenhofen) — коммуна в Швейцарии, в кантоне Тургау.
Входит в состав округа Арбон. Население составляет 1195 человек (на 31 декабря 2007 года). Официальный код — 4416.